# UPS 항공
UPS 항공(영어: UPS Airlines)은 켄터키주 루이빌에 본사를 둔 미국의 화물 항공사로 계열사는 1907년에 설립한 유나이티드 파셀 서비스가 있으며 월드 포트로 루이빌 국제공항이 있다.

## 역사

### 초기
유나이티드 파셀 서비스의 기원은 1929년에 설립해 많은 미국 우편 서비스와 같은 상업 항공사의 항공편에 수하물로 운반하기 시작했다. 하지만 검은 금요일과 대공황이 시작되면서 항공 서비스는 1931년까지 중단되었다. 그러나 항공 서비스는 서부 넘어 확장으로 이어졌고 1930년에 회사는 오클랜드에서 뉴욕으로 이전하여 다른 지역에서 작업이 개설되었다.
제2차 세계대전이 끝난 후 UPS는 비행기로 선적 패키지의 아이디어를 내면서 1953년에 2일 배송이 시작되어 코스트 투 코스트 패키지를 제공되었고 운항사는 블루라벨 에어가 운항했다. 이전에 했던 거처럼 상업 항공편을 통해 이송되었다. 그 속도가 이익을 유지하기 위해 충분한 수요를 만들기 시작하면서 인기가 높아지게 되었다.

### 1975년 ~ 1988년
1975년 본사가 캐나다로 이전 하면서 최초의 국제 서비스를 시작했고 진정한 국제적인 회사가 되기 위해 UPS는 항공기 자체의 비행기가 필요했다. 상업 항공편에 의존하면서 자체 항공기가 서슴지 않자 비행기를 제작하게 되었고 1976년 처음으로 수익을 올렸다.
1978년 항공법 규제가 완화 되면서 연방 정부가 지금 항공사 간의 경쟁을 격려로 회사가 자신의 항공사를 확립 수 있으며 도시에서 도시로 비행하는 것이 훨씬 적은 입법 장애물이 필요했다. 이 때문에 UPS에 있어서 가장 중요한 기회를 주었다.
1980년 UPS는 켄터키주 루이빌에 있는 최초의 주요 허브 공항을 미국의 기준으로 거리가 대부분 3시간 미만으로 같은 위치로 선정되었다. 또한 1980년대 초반 현역에서 퇴역한 항공기를 도입 하면서 더글러스 DC-8-71F, 더글러스 DC-8-73F, 보잉 727-100QC, 보잉 747-100SF 기종을 도입했다.

### 1988년 ~ 2000년
1988년 UPS 항공은 설립되면서 초창기에 아시아와 유럽, 미국을 연결하는 41개 국가 노선을 구축하기 시작했다. 1990년대 항공사는 새로운 항공기의 제트 항공기를 확대했다. 자사의 75대의 보잉 757-200SF 기종을 포함해 32대의 보잉 767-300ERF 기종으로 첫 비행기 인도는 1987년부터 1995년까지 전달되었다.
1990년 항공의 시설과 루이빌 허브 공항 이상의 네트워크가 확장하기 시작하면서 록퍼드, 일리노이주, 필라델피아, 댈러스, 콜럼비아, 사우스캐롤라이나주, 온타리오주, 캘리포니아주까지 사세를 확대했다. 1990년대 UPS 항공은 보잉 727-100QC 항공기가 도입했는데 기존에 사용했던 여객기를 화물기로 개조했다.

### 2000년 ~ 현재
2000년에 에어버스 A300-600RF 화물기가 처음으로 운항하기 시작했다. 2001년 항공 운송 서비스를 독점적으로 초점을 맞추기 시작했고 같은 해인 4월 최초로 중화인민공화국에 취항하면서 일주일에 6일 운항했다. 2003년 비행기는 유나이티드 파셀 서비스 도장이 변화되면서 현재의 로고로 수정되었다.
2000년대 중반에 UPS 항공의 기종이 변화를 했는데 가장 오래되고 용량이 낮은 보잉 727-100QC 항공기를 퇴역시켰다. 2007년에 보잉 747-400F를 도입했다. 2008년과 2009년에 보잉 747-100SF, 보잉 747-200F를 포함해 더글러스 DC-8-71F, 더글러스 DC-8-73F 기종을 퇴역하고 다른 비행기를 도입했다. UPS 항공은 당시 세계에서 가장 많은 더글러스 DC-8 항공기를 보유했다. 2010년 4월 UPS는 건설된 지 5년 만에 월드포트인 루이빌 국제공항의 확장 공사를 완료했다.

## 운항 노선
- 2011년 현재 UPS 항공은 766개의 노선을 운항하고 있으며 루이빌 국제공항을 거점으로 전 세계 200개 지역을 연결한다.

## 보유 기종
- 2021년 2월 다음과 같이 보유하고 있으며, 평균 기령은 약 19년이다.[9][10]

## 연속 강하 접근
UPS 항공은 연속 강하 접근법(CDA)이라 불리는 글로벌 포지셔닝 시스템(GPS) 기반 착륙 절차를 실험하고 있으며, 기존에 사용하던 대기 장주(Holing Pattern)내에서의 단계적 강하(Step Down)를 대체하여 사용할 것이다.
CDA는 강하 도중 추력(Throttle)을 증가시키거나 감소시킬 필요가 없어 활주로에 접근하여 착륙하는 데 필요한 시간과 연료를 줄일 수 있다. UPS 항공은 이 절차를 통해 비행당 평균 250~465파운드(110~210kg)의 연료를 절약할 수 있다고 추정한다. CDA는 연방항공청(FAA)의 장기적인 차세대 항공 교통 관제 계획(NEXGEN)의 일부이다.

## 사건 및 사고
- 1998년 9월 11일, 엘링턴 필드에서 루이빌 국제공항을 오가는 보잉 767-300ERF 화물 여객기가 활주로를 착륙한 도중 상당한 피해를 입었다. 공항 착륙시 큰 폭풍을 겪고 있었고 비행기는 강한 뒷바람과 젖은 활주로에 멈추지 못했다. 활주로를 착륙 후 항공기의 오른쪽 착륙 기어가 헤어와 오른쪽 엔진은 날개에서 분리했으며 비행기는 수리한 다음 정상 운항했다.(그런데 하필 불안하게 9월 11일이다. 물론 9.11 테러는 2003년의 일이지만 정확하 5년 후 결국 그 일이 일어났다.
- 2005년 6월 7일, 루이빌 국제공항에서 테드 스티븐스 앵커리지 국제공항을 가던 맥도넬더글러스 MD-11F 항공기가 기어를 너무 낮춘 바람에 랜딩 기어가 붕괴되면서 이후 상당한 피해를 입었다. 다행히 비행기는 수리되어 정상 운항했다. 사고 원인은 승무원의 실수로 드러났다.
- 2006년 2월 8일, 필라델피아 국제공항에서 하츠필드 잭슨 애틀랜타 국제공항을 가던 더글러스 DC-8F 항공기가 비행 도중 더글러스 DC-8F에서 승무원이 방문하기 전에 화물칸에서 활성화 연기가 감지되면서 비행기가 전소되었다. 화재의 원인은 아직까지 해결되지 않았다.
- 2010년 9월 3일, 두바이 국제공항을 출발해 쾰른 본 공항을 가던 UPS 항공 006편 보잉 747-400F 항공기가 이륙한 지 50분 만에 화재가 발생, 샤르자 국제공항으로 회항하여 비상착륙을 시도하였으나 착륙하는 과정 중 조종불능으로 추락, 비행기에 타고 있던 2명의 승무원이 전원 사망했다. 2010년 11월 6일, 알 카에다에서 자신들의 폭탄 테러라고 밝혔으나 UAE 민간항공국에서는 공식적인 사고 원인을 리튬 이온 배터리에 의한 화재라고 밝혔다.[17][18]
- 2016년 6월 6일 UPS 항공 61편 MD-11F기가 인천국제공항 이륙하여, 테드 스티븐스 앵커리지 국제공항으로 가는 UPS 항공은 인천국제공항에서 이륙을 하는 과정에서 활주로이탈과 노즈 기어 붕괴 사고로 1번과 3번 엔진이 잔디에 닿았지만, 승무원 4명 모두 부상 없이 살아남았다.[19]

## 사진

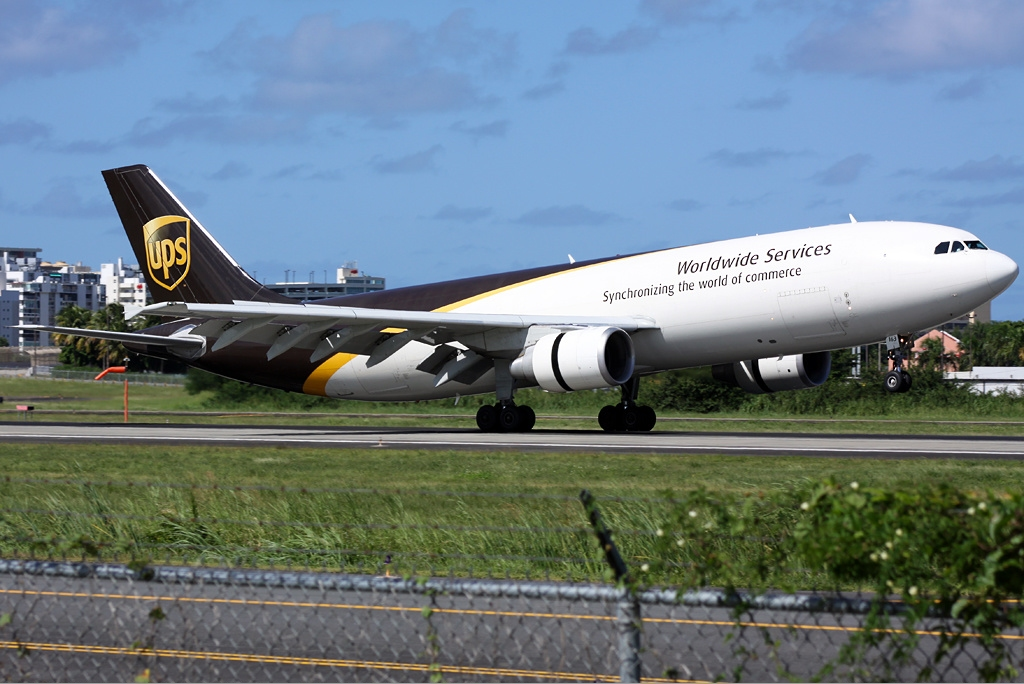
UPS 항공의 에어버스 A300-600RF
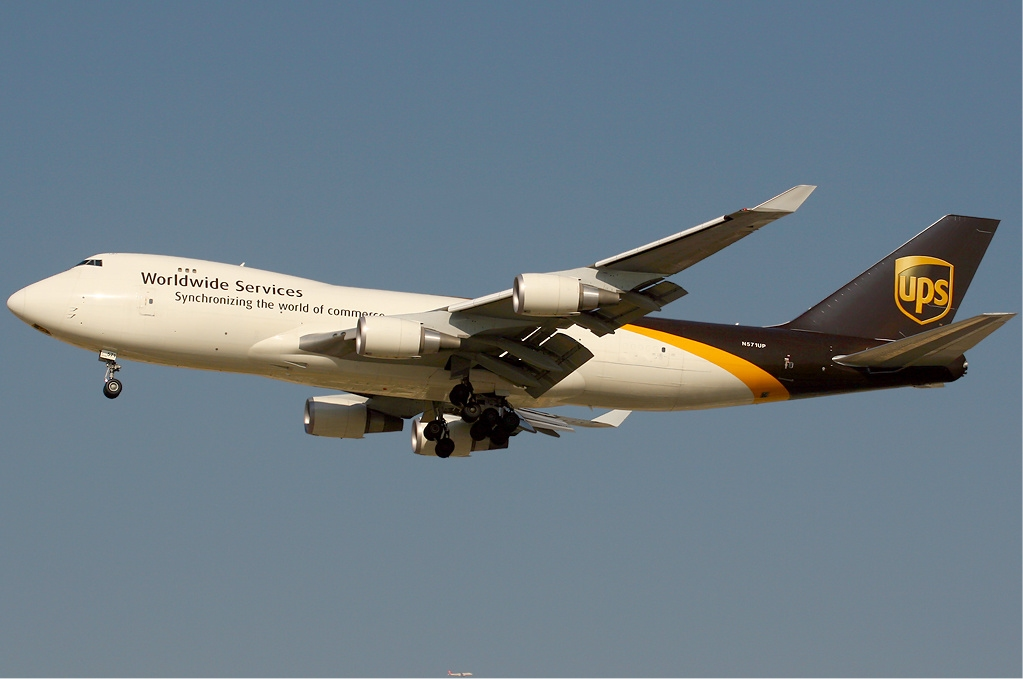
UPS 항공의 보잉 747-400F
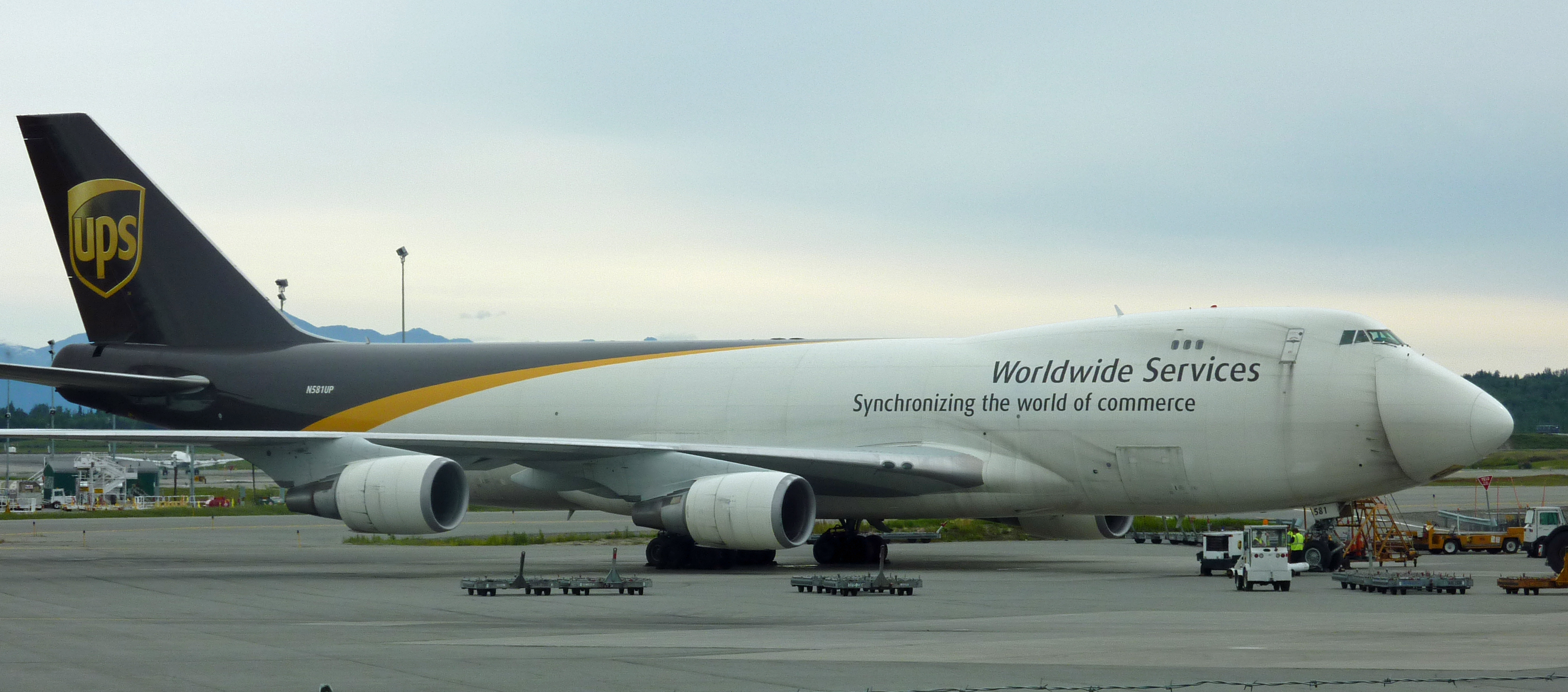
UPS 항공의 보잉 747-400F
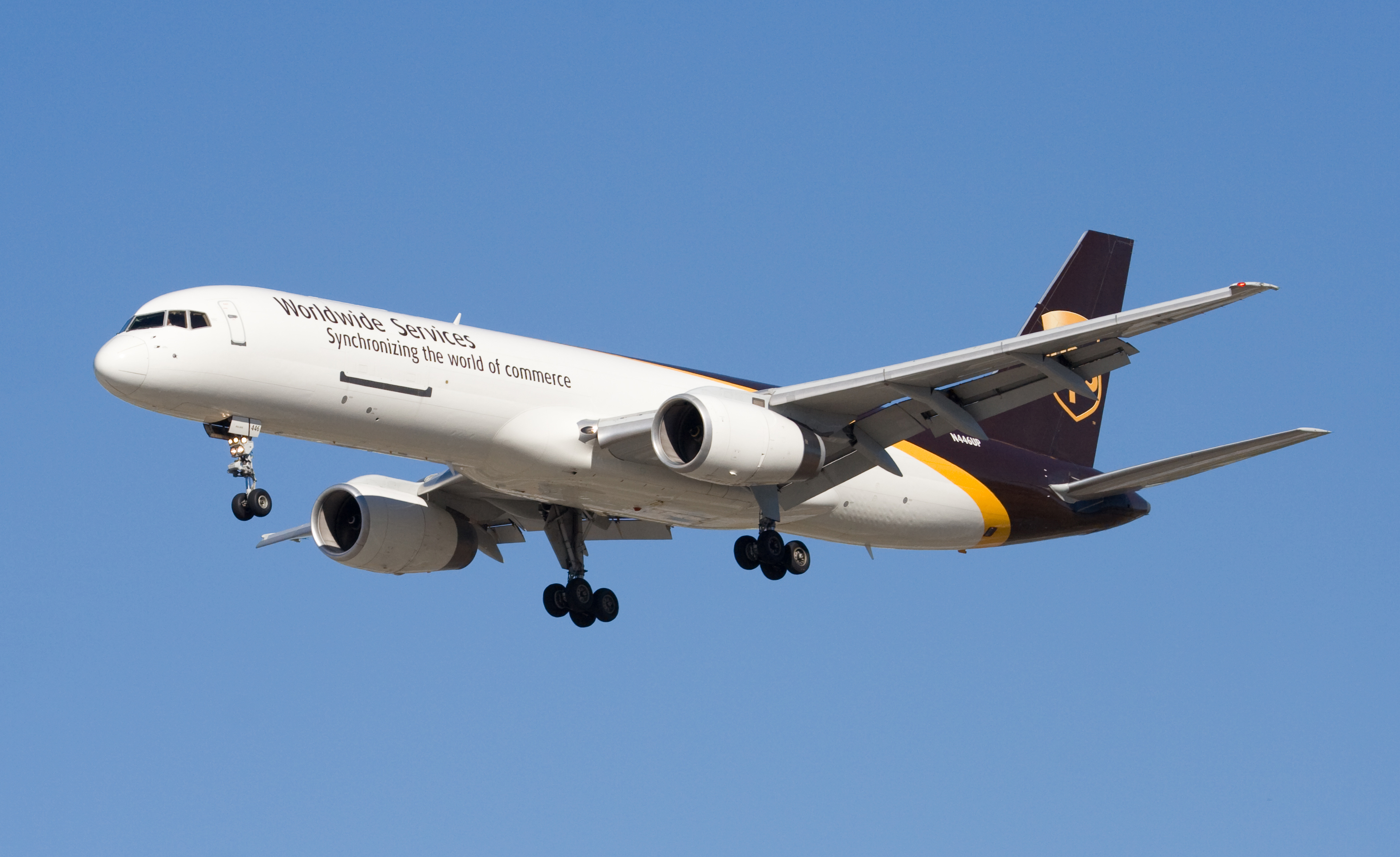
UPS 항공의 보잉 757-200PF
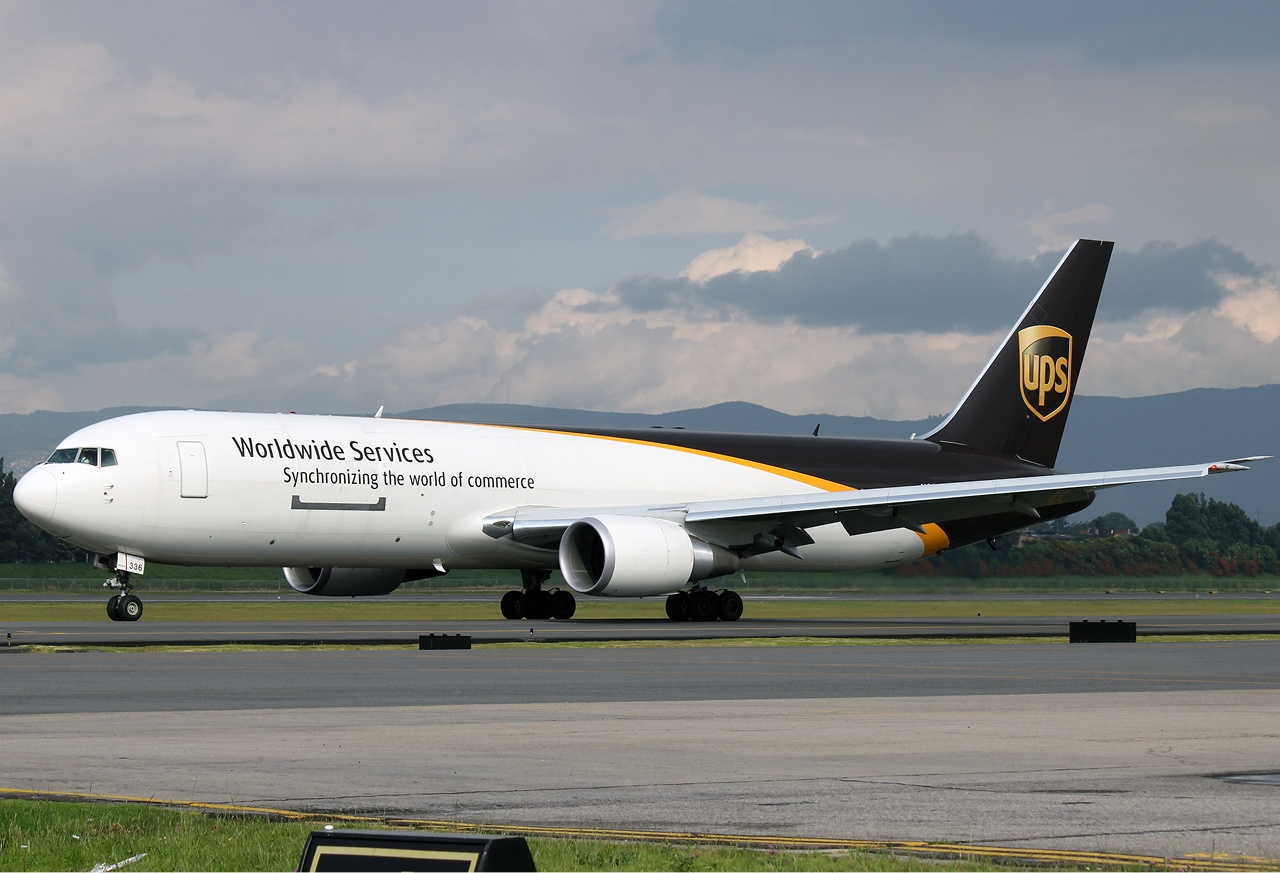
UPS 항공의 보잉 767-300ERF
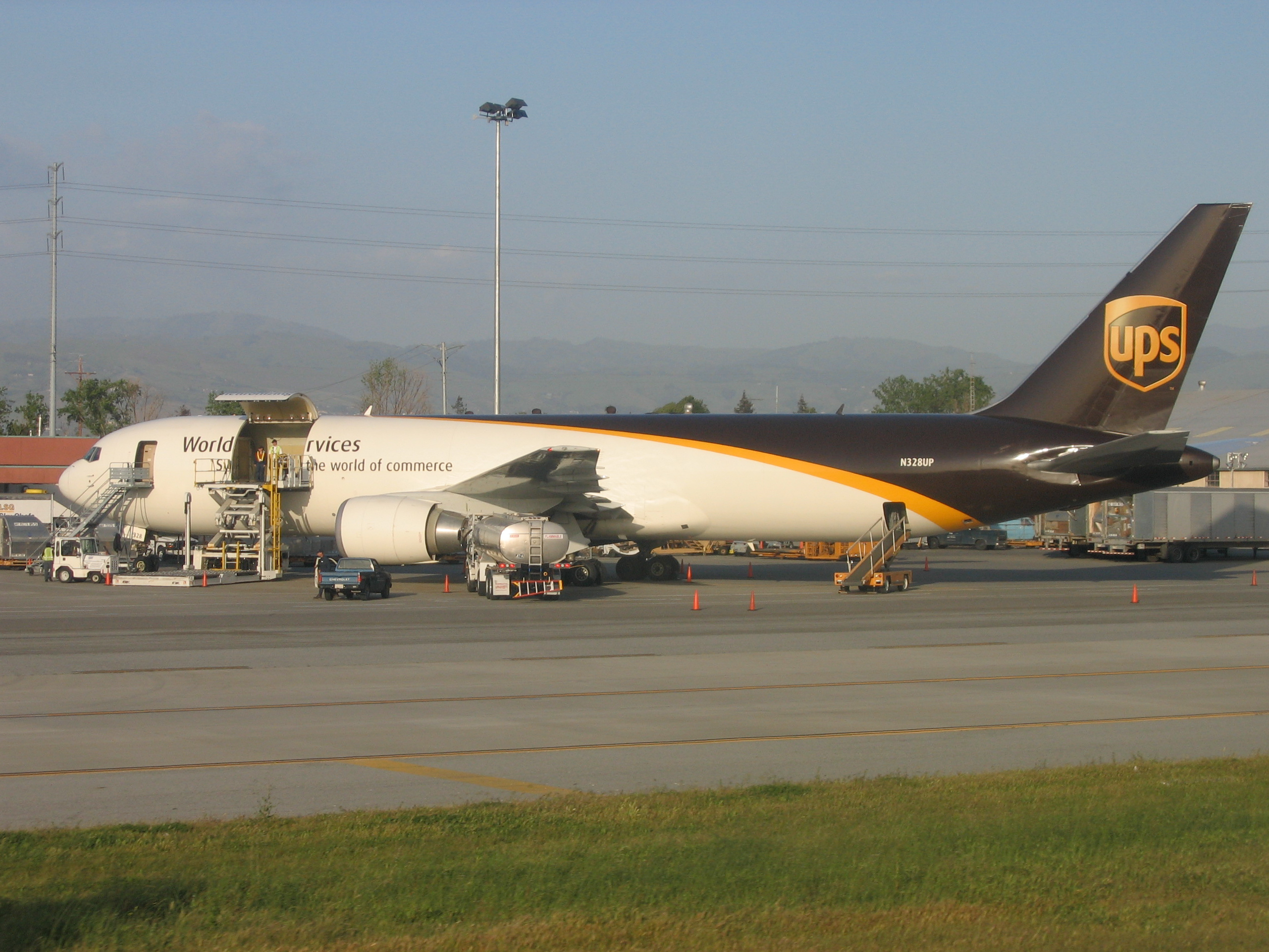
UPS 항공의 보잉 767-300ERF
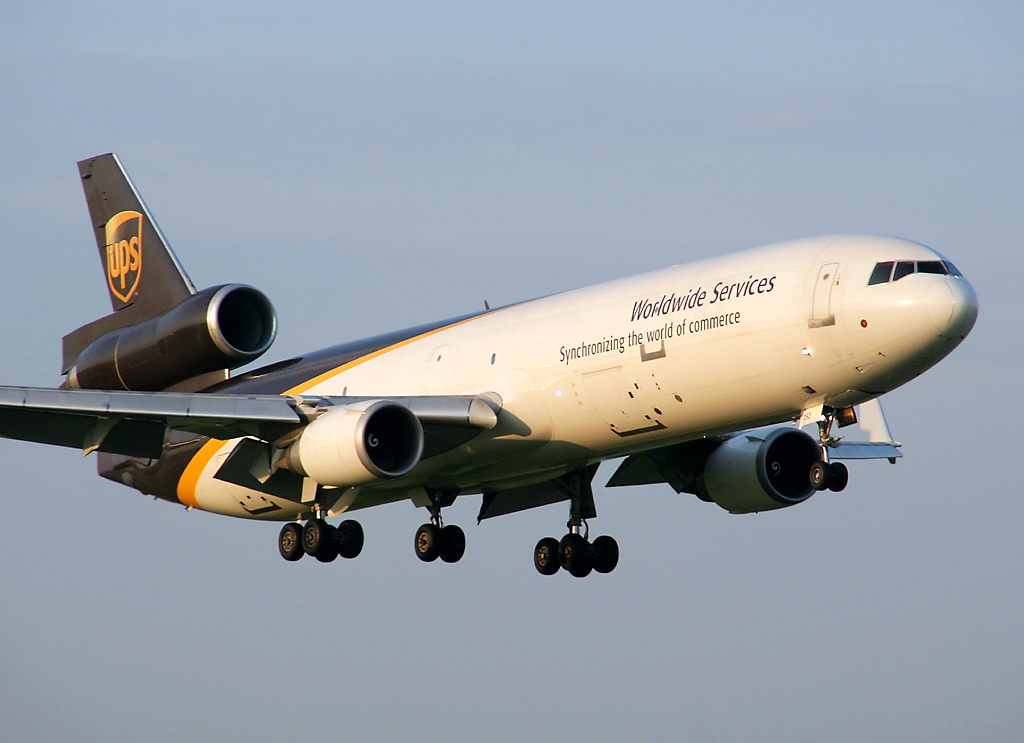
UPS 항공의 맥도넬더글러스 MD-11F
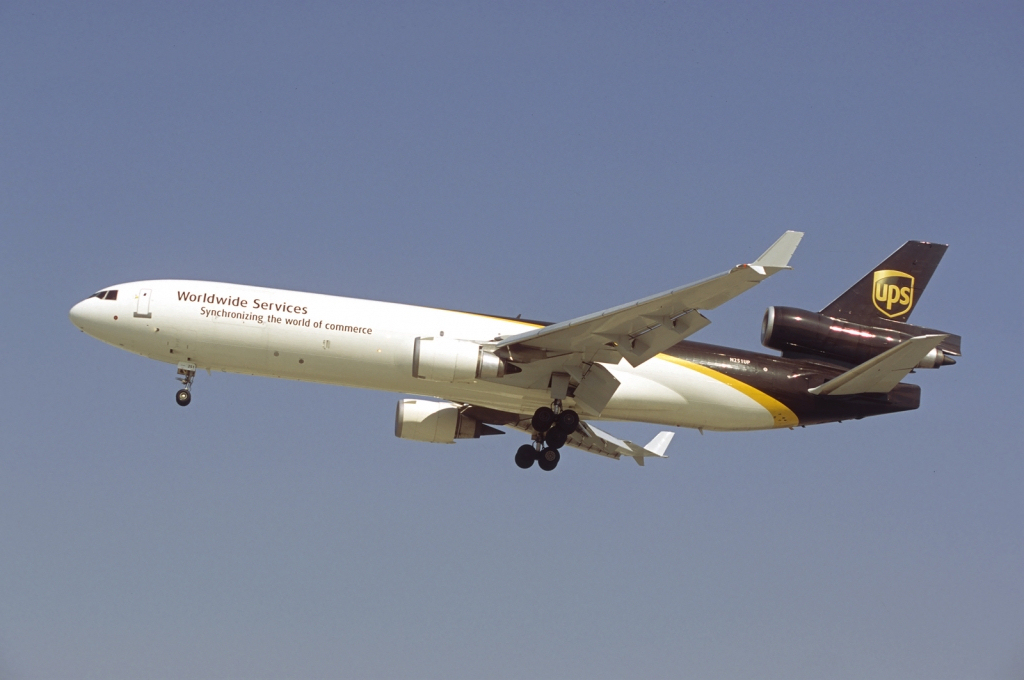
UPS 항공의 맥도넬더글러스 MD-11F

## 같이 보기
- UPS (기업)
- 페덱스 익스프레스
- DHL 항공